# Baiso
Baiso là một đô thị ở tỉnh Reggio Emilia trong vùng Emilia-Romagna, có vị trí cách khoảng 60 km về phía tây của Bologna và khoảng 20 km về phía nam của Reggio Emilia. Tại thời điểm 31 tháng 12 năm 2004, đô thị này có dân số 3.340 và diện tích 75.3 km².
Đô thị Baiso có các frazioni (các đơn vị cấp dưới, chủ yếu là các làng) Antignola, Borgo Visignolo, Ca' del Pino Basso, Ca' Dorio, Ca' Talami, Caliceto, Calita, Capagnano, Carano, Casale, Casella, Casino Levizzano, Casone Lucenta, Casone Marcuzzo, Cassinago, Castagneto, Castelvecchio, Corciolano, Debbia, Fontanella, Gambarelli, Gavia, Granata, Guilguella, Lugara, Lugo, Maestà, Magliatica Sopra, Montefaraone, Montipò, Muraglione, Osteria Vecchia, Paderna, Piola, Ponte Giorgella, Ponte Secchia, Riviera, Ronchi, San Cassiano Chiesa, San Romano Chiesa, Sasso Gattone, Teneggia, Torrazzo, và Villa.
Baiso giáp các đô thị: Carpineti, Castellarano, Prignano sulla Secchia, Toano, Viano.